# Patrick Keohane

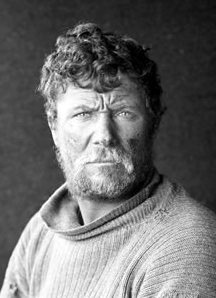
Patrick Keohane en 1912.

Patrick Keohane (1879–1950) era un irlandés miembro de la expedición antártica de Robert Falcon Scott de 1910–1913, denominada Expedición Terra Nova.

## Biografía
Patrick Keohane nació en Courtmacsherry, condado de Cork, Irlanda en 1879. Se enlistó en la Royal Navy y ascendió hasta el rango de petty officer.
Sirvió con Edward "Teddy" Evans a bordo del HMS Talbot.
A la edad de 30 años, Teddy Evans lo convocó para unirse a la Expedición Terra Nova a la Antártida. En el viaje al sur de la expedición, guio un pony hasta la base del glaciar Beardmore, y luego formó parte del grupo de 12 hombres que comenzaron a llevar equipo para alcanzar el polo. Fue miembro del primer grupo de apoyo, junto con Edward L. Atkinson, Charles S. Wright y Apsley Cherry-Garrard, que fueran enviados de regreso al alcanzar 85° 15’ Sur el 22 de diciembre de 1911. En el viaje de regreso a cabo Evans, Keohane se cayó ocho veces en grietas en el hielo en el lapso de veinte minutos. Según cuenta Cherry-Garrard, Keohane “parecía un poco extraviado” luego de estos eventos. El 26 de enero de 1912 lograron llegar a Hut Point.
El 27 de marzo de 1912, Keohane, junto con Atkinson, intentaron buscar a Scott y su grupo polar y regresarlos a Cabo Evans desde el depósito de Una Tonelada. Partiendo desde Hut Point, el grupo solo logró avanzar ocho millas al sur de Corner Camp. Allí dejaron provisiones para una semana y regresaron a cabo Evans el 1 de abril.
El 29 de octubre de 1912, luego de pasar el invierno en el continente, Keohane formó parte del grupo que salió en búsqueda del grupo de Scott. El 12 de noviembre, encontraron los cuerpos congelados de Scott, Edward Adrian Wilson, y Henry Robertson Bowers a once millas al sur del depósito de Una Tonelada.
El grupo zarpó desde cabo Evans por última vez el 22 de enero de 1913, a bordo del Terra Nova. El barco atracó en Gales el 15 de junio de 1913.